# Dolina Kryta

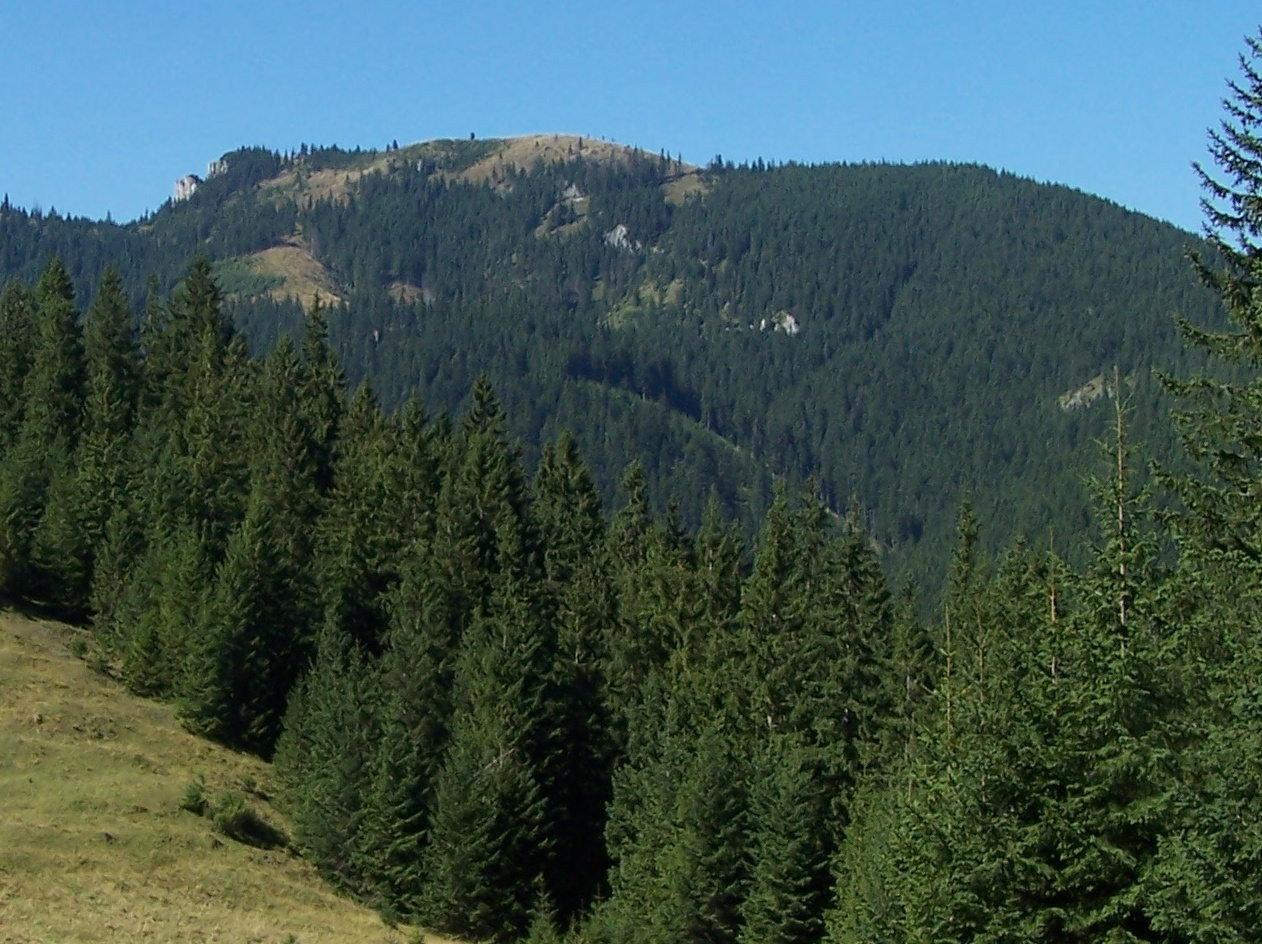
Blick von der Alm Polana Jamy

Die eiszeitlich durch Gletscher geformte Dolina Kryta ist ein Tal in der polnischen Westtatra in der Woiwodschaft Kleinpolen. Es befindet sich auf dem Gemeindegebiet von Kościelisko im Powiat Tatrzański.

## Geographie
Das Tal ist ein Seitental des Haupttals Dolina Chochołowska. Es befindet sich im Massiv der Furkaska.

## Etymologie
Der Name lässt sich übersetzen als „Verstecktes Tal“ und kommt von der Alm Kryta Polana.

## Flora und Fauna
Das Tal liegt unterhalb der Baumgrenze und wird von Nadelwald bewachsen. Das Tal ist Rückzugsgebiet für zahlreiche Säugetiere und Vogelarten.

## Klima
Im Tal herrscht Hochgebirgsklima.

## Almwirtschaft
Vor der Errichtung des Tatra-Nationalparks im Jahr 1954 wurde das Tal für die Almwirtschaft genutzt. Die Almen im Tal waren die größten in der Tatra. Danach wurden die Eigentümer der Almen enteignet bzw. zum Verkauf gezwungen. Das Tal gehörte zur Alm Hala Kryta.